# BLEACH “B” STATION
『BLEACH “B” STATION』（ブリーチ・ビー・ステーション）は、テレビアニメ『BLEACH』を紹介するラジオ番組。2005年4月から2010年12月まで日本のラジオ大阪などで放送された。略称は「BBS」。
黒崎一護役の声優・森田成一がメインパーソナリティを務め、同作の声優陣が月替わりのゲストとして出演した。2007年4月からは、アニラジ番組『アニプレックスアワー』内にて『NARUTO Radio 疾風迅雷』と隔週で放送された。
『アニメージュ』2005年11月号（徳間書店）では、「FMノリを目指しつつも、つねに爆笑が絶えない『BLEACH “B” STATION』」「元気でにぎやか…で、ちょっとかっこいい？番組です!!」と紹介されている。

## ゲスト出演者

### マンスリーパーソナリティ
マンスリーパーソナリティには、月極司会者（月者）→森田当番という番組独自の愛称が付けられた。
|      | 2005年                      | 2006年                      | 2007年                                                                        | 2008年                                                        | 2009年                                                              | 2010年                                                                           |
| ---- | --------------------------- | --------------------------- | ----------------------------------------------------------------------------- | ------------------------------------------------------------- | ------------------------------------------------------------------- | -------------------------------------------------------------------------------- |
| 1月  | -                           | 檜山修之 （斑目一角役）     | 森川智之 （黒崎一心・東仙要・椿鬼役） 釘宮理恵 （黒崎夏梨・涅ネム・リリィ役） | 折笠富美子 （朽木ルキア・チャッピー役）                       | 神奈延年 （ノイトラ・ジルガ役）                                     | 置鮎龍太郎 （朽木白哉役）                                                        |
| 2月  | -                           | 石川英郎 （浮竹十四郎役）   | 速水奨 （藍染惣右介役）                                                       | 関俊彦 （志波海燕・アーロニーロ・アルルエリ役）               | 中尾隆聖 （涅マユリ役）                                             | 中村悠一 （村正・テスラ・リンドクルツ役）                                        |
| 3月  | -                           | 松岡由貴 （井上織姫役）     | 松谷彼哉 （松本乱菊役）                                                       | 郷里大輔 （ドンドチャッカ・ビルスタン役）                     | 稲田徹 （狛村左陣役）                                               | 石川英郎 （浮竹十四郎役） ＆ 嶋村侑 （双魚理役）                                 |
| 4月  | 折笠富美子 （朽木ルキア役） | 折笠富美子 （朽木ルキア役） | 折笠富美子 （朽木ルキア・チャッピー役）                                       | 櫻井孝宏 （吉良イヅル役）                                     | 速水奨 （藍染惣右介役）                                             | 伊藤健太郎 （阿散井恋次役）                                                      |
| 5月  | 伊藤健太郎 （阿散井恋次役） | 三木眞一郎 （浦原喜助役）   | 高木礼子 （猿柿ひよ里役）                                                     | 置鮎龍太郎 （朽木白哉役）                                     | 檜山修之 （斑目一角役）                                             | 松岡由貴 （井上織姫役）                                                          |
| 6月  | 立木文彦 （更木剣八役）     | 朴璐美 （日番谷冬獅郎役）   | 川上とも子 （砕蜂役）                                                         | 安元洋貴 （茶渡泰虎役）                                       | 樫井笙人 （大前田希千代役）                                         | 杉山紀彰 （石田雨竜役）                                                          |
| 7月  | 宮田幸季 （山田花太郎役）   | 大川透 （狩矢神役）         | 諏訪部順一 （グリムジョー・ジャガージャック役）                               | 石川英郎 （浮竹十四郎役）                                     | 佐久間紅美 （雛森桃・アパッチ役） 福山潤 （小島水色・綾瀬川弓親役） | 稲田徹 （愛川羅武・狛村左陣役） ＆ 神田朱未 （久南白役）                         |
| 8月  | 杉山紀彰 （石田雨竜役）     | 杉田智和 （之芭・ゲーテ役） | 久保帯人 （原作者） 浪川大輔 （ウルキオラ・シファー役）                       | 緑川光 （貴船理役） 高木礼子 （猿柿ひよ里・霞大路瑠璃千代役） | 菅生隆之 （斬月役）                                                 | 小山力也 （コヨーテ・スターク役） ＆ 浅井清己 （リリネット・ジンジャーバック役） |
| 9月  | 雪野五月 （四楓院夜一役）   | 中尾隆聖 （涅マユリ役）     | 松岡由貴 （井上織姫役）                                                       | 堀内賢雄 （天貝繍助役）                                       | 松谷彼哉 （松本乱菊役） ＆ たかはし智秋 （灰猫役）                  | 浪川大輔 （ウルキオラ・シファー役）                                              |
| 10月 | 置鮎龍太郎 （朽木白哉役）   | 伊藤健太郎 （阿散井恋次役） | 真殿光昭 （コン役）                                                           | 鳥海浩輔 （ザエルアポロ・グランツ役）                         | 斎賀みつき （蛇尾丸/猿女役） ＆ 真田アサミ （蛇尾丸/蛇男役）        | 立木文彦 （更木剣八役） 小西克幸 （浅野啓吾・檜佐木修兵役）                      |
| 11月 | 安元洋貴 （茶渡泰虎役）     | 斎藤千和 （茜雫役）         | 金田朋子 （ネル・トゥ/ネリエル・トゥ・オーデルシュヴァンク役）                | 折笠富美子 （朽木ルキア・チャッピー役）                       | 折笠富美子 （朽木ルキア・チャッピー役）                             | 古谷徹 （朱蓮役）                                                                |
| 12月 | 遊佐浩二 （市丸ギン役）     | 江原正士 （厳龍役）         | 朴璐美 （日番谷冬獅郎役） 石田彰 （草冠宗次郎役）                             | 平野綾 （姉役）                                               | 浜田賢二 （氷輪丸役）                                               | 中井和哉 （黒刀役）                                                              |

### スペシャルパーソナリティ
隔週放送へ移行する前のマンスリーパーソナリティは、基本的に4週にわたって出演していた。5週目がある場合は、最終週のみスペシャルパーソナリティを迎えて収録が行われた。
- 真殿光昭（コン役）：2006年1月1日放送分
- 遊佐浩二（市丸ギン役）：2006年6月2日放送分
- 久川綾（卯ノ花烈役）：2006年9月1日放送分
- 勝生真沙子（蘭島役・相馬芳野役）：2006年12月3日放送分

### その他のゲスト出演者
- SunSet Swish（エンディングテーマ「マイペース」）：2006年1月22日放送分
- 伊阪達也（ミュージカル版・黒崎一護役）：2005年11月20日[6]、2006年6月23日放送分
- 佐藤美貴（ミュージカル版・朽木ルキア役）：2005年11月20日放送分[6]
- 鈴木省吾（ミュージカル版・更木剣八役）：2006年7月21日放送分
- 星村麻衣（エンディングテーマ「桜日和」）：2007年2月18日放送分
- 辻詩音（エンディングテーマ「Sky chord 〜大人になる君へ〜」）：2009年4月6日放送分
- 森山栄治（ミュージカル版・阿散井恋次役）、2009年12月28日放送分
- 竹内順子（『NARUTO -ナルト- 疾風伝』うずまきナルト役）：2010年4月5日放送分
  - 『アニプレックスアワー』内で『NARUTO Radio 疾風迅雷』と隔週交代で放送されていたことから共演が実現した[7]。

## 番組構成
メインパーソナリティの森田成一は、月極司会者とのやり取りを通じて、リスナーに『BLEACH』の制作現場の雰囲気を伝えることを意識しており、月極司会者がどのように作品を捉えているのか、その「生の声」を届けることを目標にしていると述べている。森田によれば、当初は「FM番組のような、かっこいい流れ」を作ることを目指していたが、2005年9月時点では最近は、僕が（月極司会者に）虐げられる番組になっていると語っていた。また、番組のトーク内容は台本には記されておらず、マイクがオンになった瞬間の第一声でその回の方向性が決まるため、「ラジオはびっくり箱」と形容している。毎回ゲストとの掛け合いが予想外の方向へ展開し、「10回に8回はコケる」とも述べているが、それをまとめることもパーソナリティの役割であるとし、自身がマイクの前に立つ際には即興性を重視している。
2005年9月の放送では、月極司会者として四楓院夜一役の雪野五月が出演した。雪野は普段、キャラクターのイメージを保つためにラジオ出演を控えていたが、森田との共演について「安心していられた」と語っている。ラジオスタッフによれば、収録では「まるで自分の部屋にいるような奔放さ」で自由なトークが展開されたという。

## コーナー紹介

### 放送終了時点のコーナー
ふつおたBBS
リスナーから寄せられた普通のお便りやメール、『BLEACH』に関する質問を紹介するコーナー。「BBS」は、電子掲示板を意味する「Bulletin Board System」の略称ではなく、番組タイトル「BLEACH “B” STATION」の頭文字に由来する。
霊力勉強部屋
森田のパーソナリティ力（通称「パカ」）を高めるための特訓方法をリスナーから募集し、紹介された特訓の中から必ず1つを森田が次回の放送までに修得するコーナー。採用された特訓の例として、「雪野さんがメロメロになるような手紙かポエムを書いてみよう」や、森田が先輩の相談をタメ口で受ける「タメ口人生相談」などがある。コーナーのテーマ曲には、特訓の一環として森田が制作した楽曲が使用された。
卍事解決
リスナーから寄せられた悩み相談や素朴な疑問に対し、森田とマンスリーパーソナリティが回答するのではなく、一言（最大戦速）で斬り捨てるコーナー。2007年1月よりスタートした。

### 過去のコーナー
斬魄宣言
リスナーの特技や趣味を紹介し、森田とマンスリーパーソナリティが名前を付けるコーナー。「斬魄刀を作り過ぎた」という理由で2006年12月に終了したが、2009年9月放送の霊力勉強部屋の特訓として一夜限りの復活をした。コーナーのテーマ曲は、さだまさしの「関白宣言」。
召集！1314番隊
護廷十三隊の一番端に1314（いちさんいちよん）番隊が存在するという設定のもと、毎月テーマを設けてリスナーからメッセージを募集し、最も面白かったメッセージを送ったリスナーを隊の隊長に任命するコーナー。「隊長を作り過ぎた」という理由で2007年3月に終了した。

### 単発のコーナー
乱菊VS灰猫 男心バトル
2009年9月21日放送。森田が考案したアンケートに、松谷彼哉（松本乱菊役）とたかはし智秋（灰猫役）が事前に回答し、どちらが男心を理解しているかを森田が判定するコーナー。
ブリブリ フィーリングカップル
2009年11月16日放送。「○○と言えば○○」というゲーム（全4問）を実施し、折笠富美子（朽木ルキア役）と園崎未恵（袖白雪役）がアニメの展開に合わせて再び心を通じ合わせられるか挑戦するコーナー。園崎は「村正側についている」という設定のためスタジオに来られず、事前に収録した回答を用いた。
めざせ雪解け！せ〜ので霜天に坐せ
2009年12月14日放送。「○○と言えばせ〜の」というゲーム（全5問）を実施し、浜田賢二（氷輪丸役）の解答と、事前に収録した朴璐美（日番谷冬獅郎役）の解答が一致するかを試すコーナー。アニメの展開と同様に「雪解け」を迎えられるかがテーマとなった。

### 外ロケ企画
2010年5月3日・17日放送分は、番組5周年とゴールデンウィークに合わせ、初の外ロケ企画が実施された。東京・恵比寿の焼肉店でビールを飲みながら、「焼肉パーティ」と称したトークが繰り広げられた。

## 放送局
| 放送期間 | 放送時間                                                                                           | 放送局     | 対象地域   |
| --- | -------------------------------------------------------------------------------------------------- | ---------- | ---------- |
| 2005年4月4日 - 10月3日 2005年10月9日 - 2006年4月2日 2006年4月7日 - 9月29日 2006年10月8日 - 2007年4月1日 2007年4月9日 - 2010年12月27日 | 月曜 21:30 - 22:00 日曜 21:30 - 22:00 金曜 21:00 - 21:30 日曜 21:30 - 22:00 隔週月曜 20:30 - 21:00 | ラジオ大阪 | 近畿広域圏 |
| 2007年4月 - 2010年12月27日 | 隔週月曜 21:30 - 22:00                                                                             | 文化放送   | 関東広域圏 |
| 出典： | |            |            |

### 過去のネット局
| 放送期間                 | 放送時間             | 放送局     | 対象地域 |
| ------------------------ | -------------------- | ---------- | -------- |
| 2005年4月5日 - 2007年3月 | 火曜日 22:30 - 23:00 | ラジオ日本 | 神奈川県 |
| 出典：                   |                      |            |          |

## DJCD
発売元はアニプレックス。番組で放送されたトークに加え、DJCD限定のスペシャル・ボーナス・トラックとしてキャラクターソングのリミックスバージョンが収録された。また、各CDには初回特典として「BLEACH “B” STATION オリジナルロゴステッカー」が封入された。

### FIRST SEASON
1. BLEACH “B” STATION VOL.1（2005年11月23日[3]、SVWC-7298）
  1. OPENING TALK 〜節子〜
  2. FUMIKO ORIKASA on the air 〜名（迷）曲披露〜
  3. KENTARO ITO on the air 〜咆えろ!月極司会者!!〜
  4. MITSUAKI MADONO 〜スプラーッシュ!!〜
  5. BONUS TRACK INTRO 〜Good Vibrations from BLEACH-FM〜
  6. ゴミ溜めみたいな街で俺達は出会った -Liquid Groove Mix-
    - 歌：阿散井恋次（伊藤健太郎）& 朽木ルキア（折笠富美子）
2. BLEACH “B” STATION VOL.2（2006年1月18日[3]、SVWC-7328）
  1. OPENING TALK 〜トークの森でヤッホー〜
  2. FUMIHIKO TACHIKI on the air 〜二人は釣り友達!〜
  3. KOUKI MIYATA on the air 〜ブリーチ“H”花太郎ステーション〜
  4. BONUS TRACK INTRO 〜前略崖の上より 秘蔵デモ流出〜
  5. 花太郎です -りみっくすです。バージョン-
    - 歌：山田花太郎（宮田幸季）
3. BLEACH “B” STATION VOL.3（2006年3月24日[3]、SVWC-7339）
  1. OPENING TALK 〜ほら、俺たちってコンビじゃん?〜
  2. NORIAKI SUGIYAMA on the air 〜雨竜は2.5枚目キャラ〜
  3. MITSUAKI MADONO on the air 〜ミスター5週目〜
  4. SATSUKI YUKIKO on the air 〜夜一さんは自由人!?〜
  5. BONUS TRACK INTRO 〜ブリーチショートコント・ブリブリ子ども相談室〜
  6. Aesthetics and Identity -TB Club MIX-
    - 歌：石田雨竜（杉山紀彰）& 黒崎一護（森田成一）
4. BLEACH “B” STATION VOL.4（2006年5月24日[3]、SVWC-7357）
  1. OPENING TALK 〜BBS裁判、開廷〜
  2. RYOTARO OKIAYU on the air 〜久々の隊長登場!〜
  3. HIROKI YASUMOTO on the air 〜ラジオ初体験〜
  4. BOUNUS TRACK INTRO 〜むっ!…有罪!〜
  5. 心配ナイ おネェさん -KING KON Remix-
    - 歌：コン（真殿光昭）
5. BLEACH “B” STATION VOL.5（2006年7月19日[3]、SVWC-7365）
  1. OPENING TALK 〜タメ口人生相談リターンズ〜
  2. KOJI YUSA on the air 〜月者はどっち!?〜
  3. MITSUAKI MADONO on the air 〜謹賀新年 コン様だ!〜
  4. NOBUYUKI HIYAMA on the air 〜ツキツキの舞誕生秘話〜
  5. BONUS TRACK INTRO 〜これを最後にしてください…〜
  6. 冬の花火〜世界は既に欺きの上に -GIN² MIX-
    - 歌：市丸ギン（遊佐浩二） feat.RANGIKU（松谷彼哉）
6. BLEACH “B” STATION VOL.6（2006年9月20日[3]、SVWC-7388）
  1. OPENING TALK 〜織姫スペシャルメニュー再び!!〜
  2. HIDEO ISHIKAWA on the air 〜二人の出会いは…〜
  3. YUKI MATSUOKA on the air 〜私の料理食べてみる?!〜
  4. BOUNUS TRACK INTRO 〜双魚理×3再び!!〜
  5. Sky High -卍解 Mix-
    - 歌：黒崎一護（森田成一）

### SECOND SEASON
1. BLEACH “B” STATION SECOND SEASON VOL.1（2007年2月7日[3]、SVWC-7441）
  1. FUMIKO ORIKASA on the air 〜祝!2年目突入〜
  2. SHIN-ICHIRO MIKI on the air 〜喜助がお送りするっすー〜
  3. KOJI YUSA on the air 〜スパーリング相手はギン!〜
  4. BONUS TRACK INTRO 〜クイズ恵方巻き!〜
  5. 風 -Dub Wind Mix-
    - 歌：朽木ルキア（折笠富美子）
2. BLEACH “B” STATION SECOND SEASON VOL.2（2007年5月23日[3]、SVWC-7453）
  1. ROMI PARK on the air 〜あの人に愛の告白〜
  2. TORU OHKAWA on the air 〜チョイ悪トークいかが?〜
  3. BONUS TRACK INTRO 〜タンポポエム〜
  4. This Light I See -氷雪 Mix-
    - 歌：日番谷冬獅郎（朴璐美）
3. BLEACH “B” STATION SECOND SEASON VOL.3（2007年7月18日[3]、SVWC-7474）
  1. TOMOKAZU SUGITA on the air 〜之芭が語る改造魂魄の真実〜
  2. AYA HISAKAWA on the air 〜癒しといえば四番隊隊長〜
  3. RYUSEI NAKAO on the air 〜マユリ様とマジック〜
  4. BONUS TRACK INTRO 〜よい子の工作・金色そぎそぎ坊主〜
  5. ファイティングソウル -B"B"S mix-
    - 歌：りりん（かかずゆみ）& 蔵人（飛田展男）& 之芭（杉田智和）
4. BLEACH “B” STATION SECOND SEASON VOL.4（2007年9月19日[3]、SVWC-7486）
  1. KENTARO ITO on the air 〜男同士のハッピーバースデー〜
  2. CHIWA SAITO on the air 〜劇場版CMに挑戦!!〜
  3. MITSUAKI MADONO on the air 〜サンシャインで卍解!〜
  4. BONUS TRACK INTRO 〜夏はやっぱり屋台のカキ氷〜
  5. Standing to defend you -Deep Diving Mix-
    - 歌：阿散井恋次（伊藤健太郎）
5. BLEACH “B” STATION SECOND SEASON VOL.5（2007年11月21日[3]、SVWC-7505）
  1. MASASHI EBARA on the air 〜Dark Oneより熱い思いを込めて〜
  2. TOSHIYUKI MORIKAWA on the air 〜役者の工夫教えます〜
  3. RIE KUGIMIYA on the air 〜オニは外、フクは内〜
  4. BONUS TRACK 〜秋のエア大運動会〜
  5. JUST BLEACH -Mustang Mix-
    - 歌：黒崎一護（森田成一）
6. BLEACH “B” STATION SECOND SEASON VOL.6（2008年2月20日[3]、SVWC-7531）
  1. SHOW HAYAMI on the air 〜遂に天に立つ〜
  2. KAYA MATSUTANI on the air 〜セクシーボイス卍解〜
  3. BONUS TRACK 〜理想のバレンタイン〜
  4. 乱華〜RANKA〜 -CHAOS MIX-
    - 歌：松本乱菊（松谷彼哉）

### THIRD SEASON
1. BLEACH “B” STATION THIRD SEASON VOL.1（2008年4月23日[3]、SVWC-7545）
  1. OPENING TALK
  2. FUMIKO ORIKASA on the air 〜チャっピーさんとあー。さん〜
  3. DJ Morita Navigation 1
  4. REIKO TAKAGI on the air 〜BLEACHアクセント辞典完成〜
  5. DJ Morita Navigation 2
  6. TOMOKO KAWAKAMI on the air 〜とも子ちゃんのつんつん〜
  7. ENDING TALK
  8. Holy Fight -brightest mix-
    - 歌：朽木ルキア（折笠富美子）& 井上織姫（松岡由貴）
2. BLEACH “B” STATION THIRD SEASON VOL.2（2008年8月27日[3]、SVWC-7572）
  1. OPENING TALK
  2. JUNICHI SUWABE on the air 〜BLEACH Boot Camp〜
  3. Daisuke Namikawa on the air 〜スタジオで流し質問大会!?〜
  4. Yuki Matsuoka on the air 〜鼻モニカ〜
  5. DJ Morita Navigation
  6. Special Guest Tite Kubo on the air
  7. ENDING TALK
  8. BrEaK -Fire Fighters Mix-
    - 歌：グリムジョー・ジャガージャック（諏訪部順一）
3. BLEACH “B” STATION THIRD SEASON VOL.3（2008年12月17日[3]、SVWC-7599）
  1. OPENING TALK
  2. MITSUAKI MADONO on the air 〜コンのハートブレイク〜
  3. DJ Morita Navigation 1
  4. TOMOKO KANEDA on the air 〜ネルのすべらない話〜
  5. DJ Morita Navigaton 2
  6. ROMI PARK & AKIRA ISHIDA on the air 〜最後までMerry X'mas〜
  7. ENDING TALK
  8. BLEACH THE LIMITATION -pal@HOUSE mix-
    - 歌：日番谷冬獅郎（朴璐美）
4. BLEACH “B” STATION THIRD SEASON VOL.4（2009年4月22日[3]、SVWC-7622）
  1. OPENING TALK
  2. FUMIKO ORIKASA on the air 〜マーサ・森田の恋愛占い〜
  3. TOSHIHIKO SEKI on the air 〜帰ってきたタメ口人生相談〜
  4. DAISUKE GOURI on the air 〜オリジナル“ジグナル”を作ろう〜
  5. ENDING TALK
  6. 木漏れ日 -CLUB MIX-
    - 歌：浮竹十四郎（石川英郎）& 志波海燕（関俊彦）
5. BLEACH “B” STATION THIRD SEASON VOL.5（2009年8月26日[3]、SVWC-7649）
  1. OPENING TALK
  2. TAKAHIRO SAKURAI on the air 〜絶対に読まれるとは限りませんよ…〜
  3. RYOTARO OKIAYU on the air 〜ちくわ笛演奏会〜
  4. HIROKI YASUMOTO on the air 〜いたずらにドラマチックに〜
  5. ENDING TALK
  6. 夜空の川 -天空Mix-
    - 歌：朽木白哉（置鮎龍太郎）

### FOURTH SEASON
1. BLEACH “B” STATION FOURTH SEASON VOL.1（2009年12月16日[3]、SVWC-7667）
  1. OPENING TALK
  2. HIDEO ISHIKAWA ON THE AIR 〜好奇心、旺盛〜
  3. HIKARU MIDORIKAWA ON THE AIR 〜回避力が大切!?〜
  4. REIKO TAKAGI ON THE AIR 〜最後までよきにはからえ〜
  5. KENYU HORIUCHI ON THE AIR 〜大人の男…プロジェクト〜
  6. ENDING TALK
  7. 裏側 -陽炎MIX-
    - 歌：天貝繍助（堀内賢雄）& 貴船理（緑川光）
2. BLEACH “B” STATION FOURTH SEASON VOL.2（2010年4月21日[3]、SVWC-7685）
  1. OPENING TALK
  2. KOHSUKE TORIUMI ON THE AIR 〜ピンクの頭はタダものじゃない!?〜
  3. FUMIKO ORIKASA ON THE AIR 〜久しぶりに来たら寒い…〜
  4. AYA HIRANO ON THE AIR 〜記憶というか記録を消してほしい〜
  5. ENDING TALK
  6. SCIENCE SHOW -MAD MIX-
    - 歌：ザエルアポロ・グランツ（鳥海浩輔）
3. BLEACH “B” STATION FOURTH SEASON VOL.3（2010年8月25日[3]、SVWC-7723）
  1. OPENING TALK
  2. NOBUTOSHI KANNA ON THE AIR 〜休憩がてらラジオでちゃう〜
  3. RYUSEI NAKAO ON THE AIR 〜曖昧模糊〜
  4. TETSU INADA ON THE AIR 〜七番隊の審査基準〜
  5. ENDING TALK
  6. NOT PERFECT IS GOoD -MAD PSYCHIC MIX-
    - 歌：涅マユリ（中尾隆聖）
4. BLEACH “B” STATION FOURTH SEASON VOL.4（2010年12月8日[3]、SVWC-7732）
  1. OPENING TALK
  2. SHOW HAYAMI ON THE AIR 〜自分自身に鏡花水月〜
  3. NOBUYUKI HIYAMA ON THE AIR 〜押してもダメなら尚押してみな!〜
  4. SHOUTO KASHII ON THE AIR 〜ここにいていいのか!?〜
  5. ENDING TALK
  6. 花弁 -HUECO MUNDO MIX-
    - 歌：藍染惣右介（速水奨）
5. BLEACH “B” STATION FOURTH SEASON VOL.5（2011年1月26日[3]、SVWC-7739）
  1. OPENING TALK
  2. KUMI SAKUMA ON THE AIR 〜やっとでてきた!〜
  3. JUN FUKUYAMA ON THE AIR 〜海に行きた〜い〜
  4. TAKAYUKI SUGO ON THE AIR 〜夜大好きです〜
  5. ENDING TALK
  6. 斬 -HYPER PLUS MIX-
    - 歌：黒崎一護（森田成一）& 斬月（菅生隆之）

### FIFTH SEASON
1. BLEACH “B” STATION FIFTH SEASON VOL.1（2011年2月23日[3]、SVWC-7741）
  1. OPENING TALK
  2. KAYA MATSUTANI & CHIAKI TAKAHASHI ON THE AIR 〜想像を絶するほどナマイキ?〜
  3. MITUKI SAIGA & ASAMI SANADA ON THE AIR 〜まずおっさんです〜
  4. FUMIKO ORIKASA ON THE AIR 〜転校生が隣の席にくるみたいなドキドキ〜
  5. ENDING TALK
  6. 響 -Urge String Mix-
    - 歌：朽木ルキア（折笠富美子）
2. BLEACH “B” STATION FIFTH SEASON VOL.2（2011年3月23日[3]、SVWC-7742）
  1. OPENING TALK
  2. KENJI HAMADA ON THE AIR 〜記憶がない記憶がない〜
  3. RYOTARO OKIAYU ON THE AIR 〜何十肩かなあ?〜
  4. YUICHI NAKAMURA ON THE AIR 〜刀持ったらどうなるんだろう〜
  5. ENDING TALK
  6. 霊力勉強部屋のテーマ完全版「前略、崖の上より」
    - 歌：森田成一
3. BLEACH “B” STATION FIFTH SEASON VOL.3（2011年4月27日[3]、SVWC-7743）
  1. OPENING TALK
  2. HIDEO ISHIKAWA & YU SHIMAMURA ON THE AIR 〜付けつ付けられつ〜
  3. KENTARO ITO ON THE AIR 〜僕なんかした!?〜
  4. YUKI MATSUOKA ON THE AIR 〜120グラム5000円の肉〜
  5. ENDING TALK
  6. 霊力勉強部屋のテーマ完全版「拝啓、波打ち際より」live ver?
    - 歌：森田成一
4. BLEACH “B” STATION FIFTH SEASON VOL.4（2011年5月25日[3]、SVWC-7744）
  1. OPENING TALK
  2. NORIAKI SUGIYAMA ON THE AIR 〜食べられちゃう方が僕〜
  3. TETSU INADA & AKEMI KANDA ON THE AIR 〜そんなはずはない!〜
  4. RIKIYA KOYAMA & KIYOMI ASAI ON THE AIR 〜ふたりがひとりになっちゃった〜
  5. ENDING TALK
  6. 霊力勉強部屋のテーマ完全版「隙間の霊力」
    - 歌：森田成一
5. BLEACH “B” STATION FIFTH SEASON VOL.5（2011年6月22日[3]、SVWC-7745）
  1. OPENING TALK
  2. DAISUKE NAMIKAWA ON THE AIR 〜ぼく随分前に死んだんですけど…〜
  3. FUMIHIKO TACHIKI ON THE AIR 〜ちんといえば、ぶん!〜
  4. KATSUYUKI KONISHI ON THE AIR 〜このラジオなにすんの?〜
  5. ENDING TALK
  6. 霊力勉強部屋のテーマ完全版「よりみち」
    - 歌：森田成一

### 特典CD
ジャンプフェスタ2008 Original DJCD BLEACH×銀魂 森田成&杉田智和のオールナイト空座町
2007年12月22日・23日に幕張メッセにて開催された「ジャンプフェスタ2008」内で、『BLEACH』の関連商品を3,000円以上購入するとプレゼントされた限定特典CD。
BLEACH "B" STATION 地獄篇
2011年8月24日にアニプレックスから発売されたDVD『劇場版BLEACH 地獄篇』完全生産限定版に特典CDとして同梱された。ゲストに古谷徹（朱蓮役）、中井和哉（コクトー役）を迎えた2010年11月から12月放送分が収録された。

## 公開録音
『劇場版BLEACH MEMORIES OF NOBODY』の公開に伴い、2006年11月4日に池袋サンシャインシティ噴水広場にて初の公開録音イベントが2部構成で開催された。ゲストに真殿光昭（コン役）を迎え、劇場版にちなんだ古今東西ゲーム「コン崩壊まであと1分！ドキドキ卍解ゲーム」や、番組のレギュラーコーナー「召集！1314番隊」などが実施された。この模様はラジオ日本で11月14日・21日に、ラジオ大阪で11月19日・26日にそれぞれ番組内で放送された。また、放送内容の一部は、2007年9月19日にアニプレックスから発売されたDJCD『BLEACH "B" STATION SECOND SEASON VOL.4』にも収録された。

## 関連イベント
2005年12月17日・18日に幕張メッセにて開催された「ジャンプフェスタ2006」では、ぴえろブースで『BLEACH “B” STATION』の形式をとったトークショー「『BLEACH “B” STATION』in ジャンプフェスタ2006」が実施された。